# Shinpen Kamakurashi

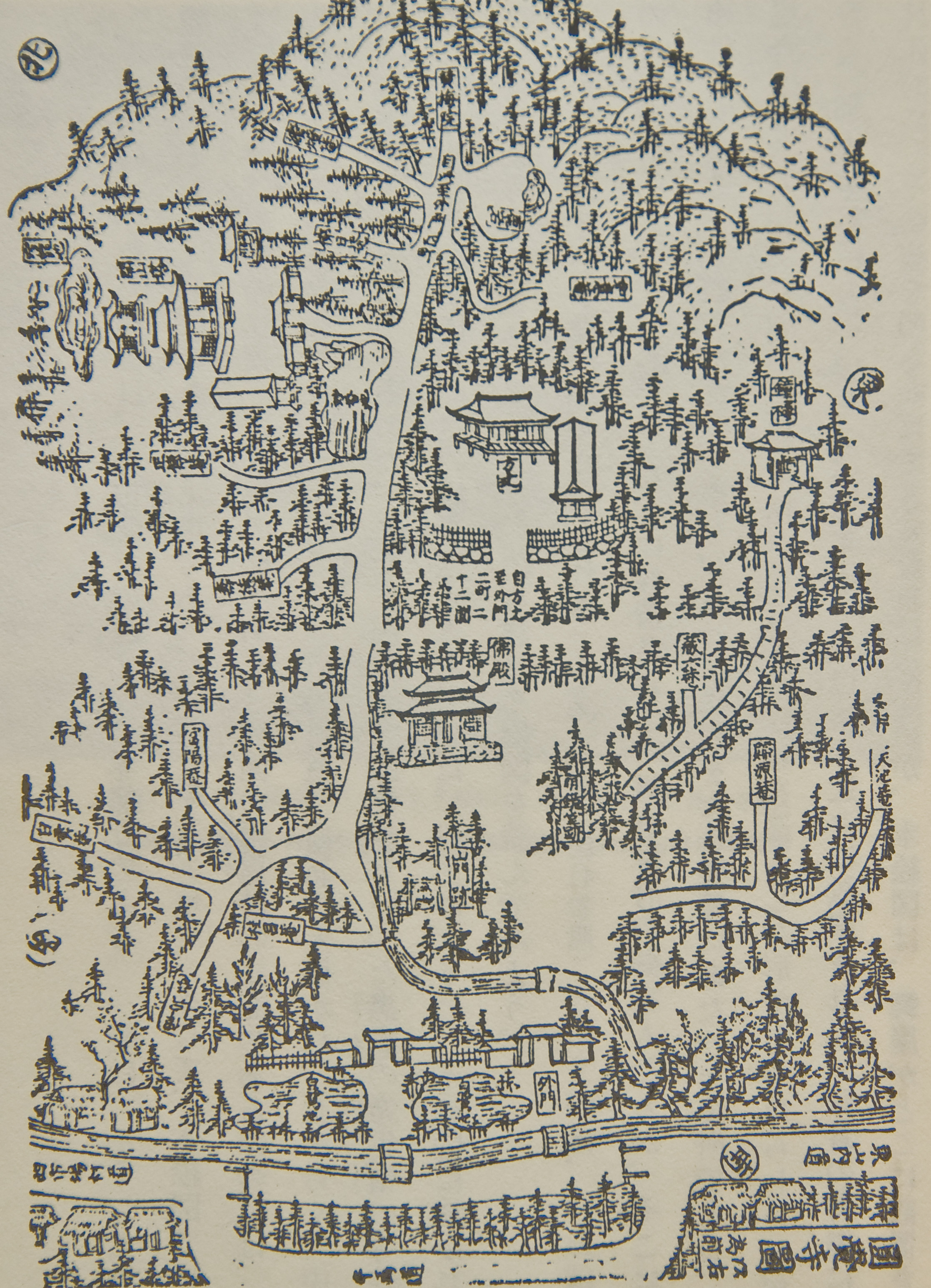
Engaku-ji trong một bức vẽ của Shinpen Kamakurashi bao gồm khu vực xung quanh Ga Kita-Kamakura ngày nay.

Shinpen Kamakurashi (新編鎌倉志 Tân biên Liêm Thương chí) là một cuốn địa chí thời kỳ Edo liên quan đến thành phố Kamakura, Kanagawa, Nhật Bản và các vùng lân cận.

## Tổng quan
Sách gồm tám quyển và được lãnh chúa Tokugawa Mitsukuni của phiên Mito chỉ định cho ba gia thần biên soạn vào năm 1685, ví dụ như thông tin về "Bảy lối vào Kamakura", "Mười cây cầu Kamakura" và "Mười giếng nước Kamakura". Nó gồm có hình minh họa, bản đồ và thông tin về đền chùa, di tích và xuất xứ địa danh không chỉ về Kamakura mà còn về Enoshima, Shichirigahama, Hayama và Kanazawa. Cuốn sách này góp phần tạo ra và phổ biến nhiều tên gọi "được đánh số", từng được nhiều hướng dẫn viên du lịch sau này sử dụng và trở thành một phần hình ảnh của Kamakura. Mỗi tập phải mất một ngày đi bộ và là cẩm nang hướng dẫn tham quan thực sự và hiệu quả. Điều này làm cho cuốn sách trở thành nguồn thông tin quý giá đối với giới sử học.
Đây cũng là nguồn gốc của ít nhất một tin đồn về Kamakura: người ta thường viết rằng Kugyō, nhà sư đã ám sát chú mình và là tướng quân đời thứ ba Minamoto no Sanetomo vào năm 1219, đêm hôm xảy ra vụ ám sát đã trốn đằng sau cây bạch quả lớn bên cạnh đền thờ Thần đạo cấp cao Tsurugaoka Hachimangū, thế nhưng cuốn Azuma Kagami, nguồn sử liệu chính viết về sự kiện này, chỉ đơn giản nói rằng ông ta đến "từ phía cầu thang đá" (石段の際). Chi tiết về cây bạch quả lần đầu tiên xuất hiện trong Shinpen Kamakurashi.
Người ta tin rằng cuốn sách này được biên soạn dựa trên Kamakura Nikki (鎌倉日記 Liêm Thương nhật ký), do chính Tokugawa Mitsukuni viết vào năm 1674 về những địa danh, đền thờ và chùa chiền nổi tiếng của Kamakura. Kawai Tsunehisa, Matsumura Kiyoyuki và Rikiishi Tadakazu cùng nhau viết nên sách này tại một ngôi chùa Thiền tông thuộc trường phái Engaku-ji ở Kamakura mang tên Zuisen-ji.